# 박성룡
박성룡(朴成龍, 1934년 - 2002년)은 대한민국의 시인이다.
전남 해남에서 출생하였으며, 광주서석초등학교, 광주서중학교, 광주고등학교, 중앙대학교를 졸업하고 《서울신문》 편집국장을 역임하였다. 1956년 《문화예술》에 〈화병 정경〉이 추천되어 등단했으며, 시집으로 《가을에 잃어버린 것들》, 《춘하추동》 등이 있다. 현대문학상, 펜문학상, 시인협회상, 대한민국 문학상 등을 수상했다.

## 참고 자료
- 한국현대문학대사전